# Marie-Hélène Thibault
Marie-Hélène Thibault (née le 11 octobre 1969 à Trois-Rivières) est une actrice québécoise diplômée en interprétation de l'École nationale de théâtre en 1994. Elle s'est fait connaître notamment par le rôle de Sophie, dans la sitcom Catherine, et par les rôles de Solange Lafleur dans Providence et de Chantal Bauséjour dans Les Étoiles filantes diffusées ICI Radio-Canada Télé.

## Carrière

### Cinéma
- 2001 : Des enfants de trop… (court métrage) de Myreille Bédard : SHE
- 2005 : En circuit fermé (court-métrage) de Carl Dubé : France
- 2013 : Roche Papier Ciseaux d'Yan Lanouette Turgeon : Beverley
- 2013 : Gerontophilia de Bruce LaBruce : Marie
- 2018 : Pauvre Georges ! de Claire Devers : Hélène Finnet
- 2019 : Vivre à 100 milles à l'heure de Louis Bélanger : mére de Louis
- 2020 : Les Vieux Chums de Claude Gagnon : Carole, la mère de Victor

### Télévision
- 1995 : 4 et demi… : Stéphanie
- 1997 : Les Orphelins de Duplessis : femme à la crèche
- 1998 : L'Ombre de l'épervier : Angélique Gagné
- 1999 : Catherine : Sophie Gaucher
- 2005 : Providence : Solange Lafleur
- 2007 : Les Étoiles filantes : Chantal Bauséjour
- 2009 : Les Chroniques d'une mère indigne (Websérie) : mère Indigne
- 2009 : Aveux : Manon Girard
- 2009 : Le Gentleman : Dorice Tremblay
- 2009 : Kaboum : Ratalia
- 2014 : 30 vies : Catherine Cormier
- 2014 : Toi & Moi : Geneviève Olyphant
- 2014 : Subito texto : Mélany Gladus
- 2016 : Web Thérapie (websérie) : Simone Champagne
- 2017 : L'Heure bleue : Lucie Boissonneault
- 2018 : Les Magnifiques : rôles variés
- 2022 : Stat : Jocelyne

### Théâtre
- 1995 : L'Avare / Théâtre Profusion
- 1995 : Tonalités / Théâtre pluriel
- 1997 : Cyrano de Bergerac / Théâtre du Nouveau Monde
- 1998 : 15 Secondes / Nouveau Théâtre expérimental
- 1999 : Le soir de la dernière / Théâtre Jean-Duceppe
- 2000 : La Nostalgie du paradis / Centre du Théâtre d'Aujourd'hui
- 2003 : La Société des loisirs / Théâtre la Manufacture
- 2004 : Le Suicidaire / Théâtre Deuxième réalité
- 2012 : L'Histoire du roi Lear / Théâtre du Nouveau Monde
- 2013 : Pervers / Théâtre la Manufacture
- 2014 : Tu te souviendras de moi / Théâtre la Manufacture
- 2016 : Chinoiseries / Petit Théâtre du Nord
- 2017 : Une mort accidentelle / Théâtre la Manufacture
- 2017 : Le déclin de l'empire américain / Théâtre PàP
- 2018 : Quelque chose comme une grande famille / Petit Théâtre du Nord
- 2019 : Disparu.e.s / Théâtre Jean-Duceppe
- 2019 : Mauvais Goût / Espace Libre
- 2021 : Nous nous sommes tant aimés / Petit Théâtre du Nord

## Distinctions

### Récompenses
- 2000 : Ligue nationale d'improvisation, gagnante de la Coupe Charade

### Nominations
- 2003 : Prix Gémeaux, meilleure interprétation rôle de soutien féminin téléroman, comédie pour Catherine
- 2004 : Prix Gémeaux, meilleure interprétation humour pour Catherine
- 2004 : Soirée des Masques, meilleure performance féminine pour la pièce, La société des loisirs[2]
- 2005 : Prix Gémeaux, meilleur rôle de soutien féminin téléroman pour Providence
- 2007 : Prix Gémeaux, meilleure interprétation premier rôle féminin téléroman, comédie pour Les 4 coins